# Strongili
Strongili Megistis (en griego: Στρογγυλή Μεγίστης) Strongyli o Ypsili es un islote perteneciente a Grecia, se encuentra localizado en el Mediterráneo oriental, a unos cuatro kilómetros al sureste de la isla de Kastelórizo. La isla tiene unos 1.5 kilómetros de largo y hasta 700 metros de ancho. Cubre un área de unos 0.9 kilómetros cuadrados. Es bastante plana y está cubierta de macchia. El islote no tiene residentes permanentes.
Strongyli es el territorio griego extremo oriental. Administrativamente es parte del municipio de Megisti. Según el censo de 2011 la isla está desierta. Dispone de un faro, cuya característica es la de ser el edificio más oriental de Grecia. También hay un teleférico de carga que es usado por el ejército griego para transportar carga desde el área de desembarco hasta el puesto de vigilancia de Stroghyli.
El islote es conocido en turco: Çam Adası («isla de los pinos»).